# Mount Magnet
Mount Magnet é uma cidade da Austrália Ocidental que fez parte da febre do ouro. O censo de 2006 registrou uma população de 424 habitantes.